# Aa trilobulata
Aa trilobulata är en orkidéart som beskrevs av Rudolf Schlechter. Aa trilobulata ingår i släktet Aa och familjen orkidéer.
Artens utbredningsområde är Bolivia. Inga underarter finns listade i Catalogue of Life.